# Choroman
Choroman – staropolskie imię męskie, złożone z członów chor i -man. Znaczenie pierwszego z nich nie jest jasne (być może bierze się od prasł. *xorostь „piękno” lub „miłe usposobienie”), natomiast człon drugi pochodzi od *maniti (sę) — zwodzić (por. Manomir). Wśród imion o podobnej budowie — por. czes. Dobrman. Możliwe do zastosowania do Choromana są staropolskie zdrobnienia od nazwy osobowej Chorek (prawdopodobnie nieposiadającej związku z Choromanem): Chorek, Chorko, Chorotka (masc.), Chorusz, Chorzek, Chorzela (masc.), Chorzesza (masc.), Korosz, Koroszek, Korota (masc.).